# Friedrich Alfred Lappenberg

Lappenberg 1905

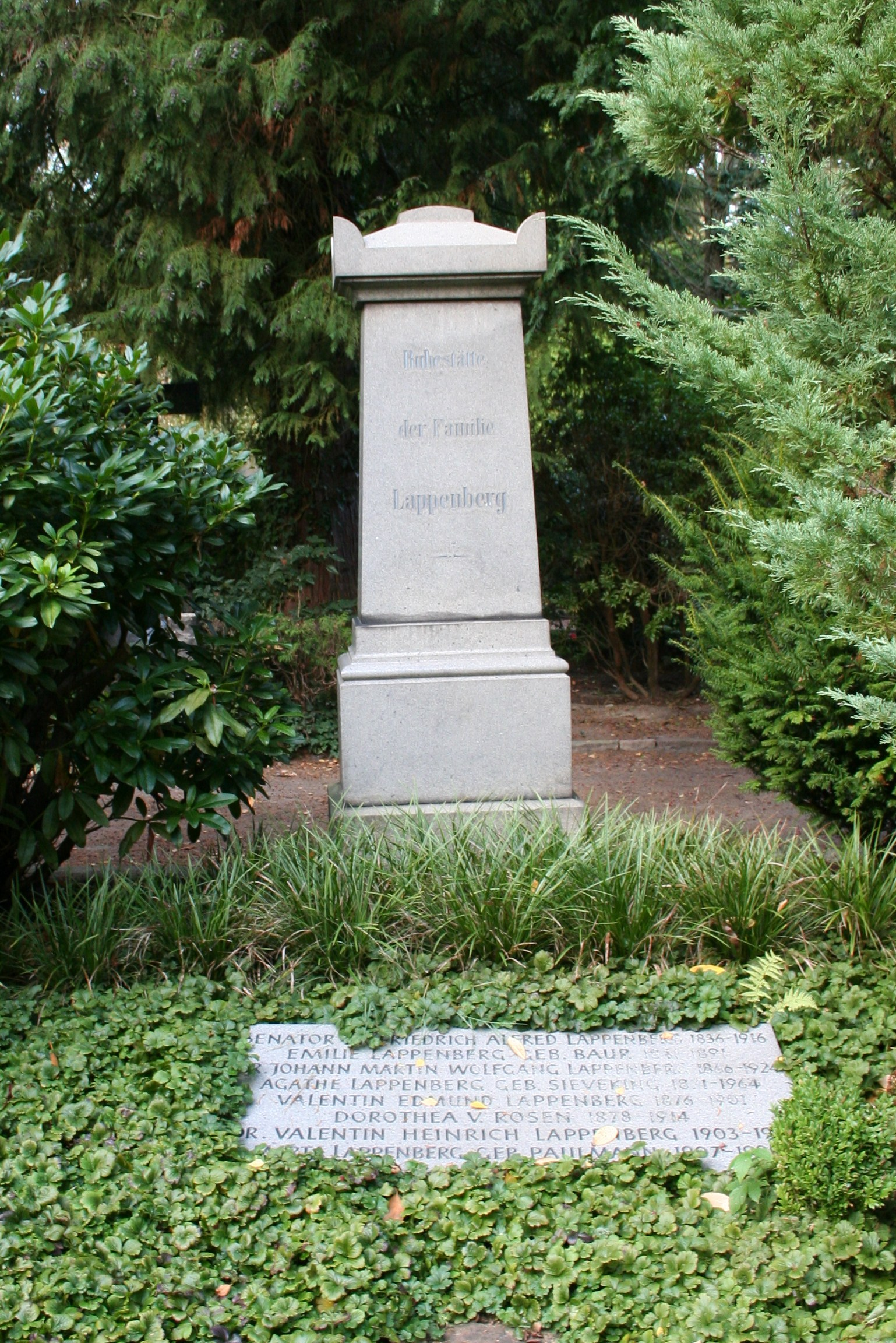
Familiengrab Lappenberg

Friedrich Alfred Lappenberg (* 9. Juni 1836 in Hamburg; † 28. Juni 1916 ebenda) war ein Jurist und Hamburger Senator.
Lappenberg war ein Sohn von Johann Martin Lappenberg und Marianne Louise Baur, einer Tochter von Georg Friedrich Baur. Nach einem juristischen Studium hatte sich Lappenberg in Hamburg als Anwalt niedergelassen. Er heiratete seine Cousine Emilie Baur und lebte über mehrere Jahre hinweg in den Sommermonaten im Herrenhaus in Baurs Park. 1875 wurde er als Richter in den Staatsdienst übernommen und wurde nach Tätigkeiten am Handelsgericht bald ans Hanseatisches Oberlandesgericht berufen. Von 1874 bis 1883 gehörte Lappenberg der Hamburgischen Bürgerschaft an.
Am 11. Januar 1888 wurde Lappenberg für den ausgeschiedenen Georg Ferdinand Kunhardt in den Hamburger Senat gewählt. Sein Senatskollege Mönckeberg urteilt in seinen Erinnerungen über ihn: Lappenberg war ein fleißiger Arbeiter, der in den verschiedensten Ämtern - der Versicherungsanstalt, dem Zollwesen, dem Krankenhauswesen und in den letzten Jahren den auswärtigen Angelegenheiten (an Burchards Seite) - Tüchtiges leistete. Er war aber keine kräftig hervortretende, selbstständige Persönlichkeit und gewann daher keinen maßgebenden Einfluss, den er auch wohl nicht wünschte. Aufgrund von gesundheitlichen Beschwerden trat Lappenberg zum 1. Oktober 1907 zurück, Bruno Louis Schaefer wurde zu sein Nachfolger im Senat gewählt.
Das Familiengrab befindet sich auf dem Nienstedtener Friedhof in Hamburg.